# Вольваріелла шовковиста
Вольваріе́лла шовкови́ста (Volvariella bombycina) — вид базидіомікотових грибів родини плютеєві (Pluteaceae).

## Опис
Капелюшок 7-18 см у діаметрі, у молодих екземплярів дзвоникоподібний, потім плоско-опуклий, сухий, білий до світло-охряно-коричневий, з густими, притиснутими, радіально розташованими волокнистими лусочками, білуватими або ж жовтуватим відтінком. Пластинки рожевуваті, потім рожево-коричневі. Ніжка 7-19 см завдовжки та 0,2-2 см завтовшки, циліндрична, білувата, біля основи з великою, широкою, мішкоподібною піхвою брудного біло-жовтого або коричневого кольору. М'якоть біла, товста, згодом жовтіюча.
Плодові тіла гриба Volvariella bombycina спочатку є яйцеподібними, на етапі коли ще залишаються покритими мембраною. Із ростом, шапинка стає дзвоникоподібною або опуклою, і згодом майже рівною при дозріванні, досягаючи діаметру в 5–20 см.

## Поширення
Це рідкісний, але широко поширений вид, він зареєстрований в Азії, Австралії, Європі, Північній Америці та країнах Карибського басейну. Зустрічається влітку та восени у листяних та змішаних лісах, парках тощо, на живих і відмерлих стовбурах листяних дерев.

## Практичне використання
Їстівний маловідомий гриб, його споживають тільки у свіжому вигляді.